# Funnel Creek (Moraine Creek)
Der Funnel Creek ist ein etwa 24 Kilometer langer rechter Nebenfluss des Moraine Creek im Südwesten des US-Bundesstaates Alaska. 

## Flusslauf
Der Funnel Creek bildet den Abfluss eines 475 m hoch gelegenen kleinen Sees, 4 km ostsüdöstlich des Mirror Lake. Der Funnel Creek fließt anfangs zum Mirror Lake, den er in westlicher Richtung durchfließt. Anschließend fließt er noch etwa 10 km nach Westen und wendet sich dann nach Süden. Der Funnel Creek mündet schließlich in den nach Westen strömenden Moraine Creek, ein Zufluss des Kvichak River. Der Funnel Creek durchfließt die Katmai National Preserve nördlich des Katmai-Nationalparks.

## Flussfauna
Der Funnel Creek wird Ende Juli von Rotlachsen zum Laichen aufgesucht. Die Fische ziehen Braunbären an. Weitere Fischarten sind Regenbogenforelle und Wandersaibling.